# جائزة هولندا الكبرى 1971
جائزة هولندا الكبرى 1971 هو سباق فورمولا 1 أقيم بتاريخ 20 يونيو 1971 في حلبة بارك زانتفورت، هولندا. كان الرابع من أصل 11 في بطولة العالم لسباقات الفورمولا واحد موسم 1971. حلّ البلجيكي جاكي إيكس أولا.